# Reinhard Klesse
Reinhard Klesse (geboren 28. Oktober 1932 in Saalfeld in Thüringen; gestorben 23. Juli 2014 in Viereth) war ein deutscher Bildhauer und Maler. Zahlreiche seiner Denkmäler, Brunnen und Skulpturen sind im fränkischen Raum zu finden.

## Leben und Wirken

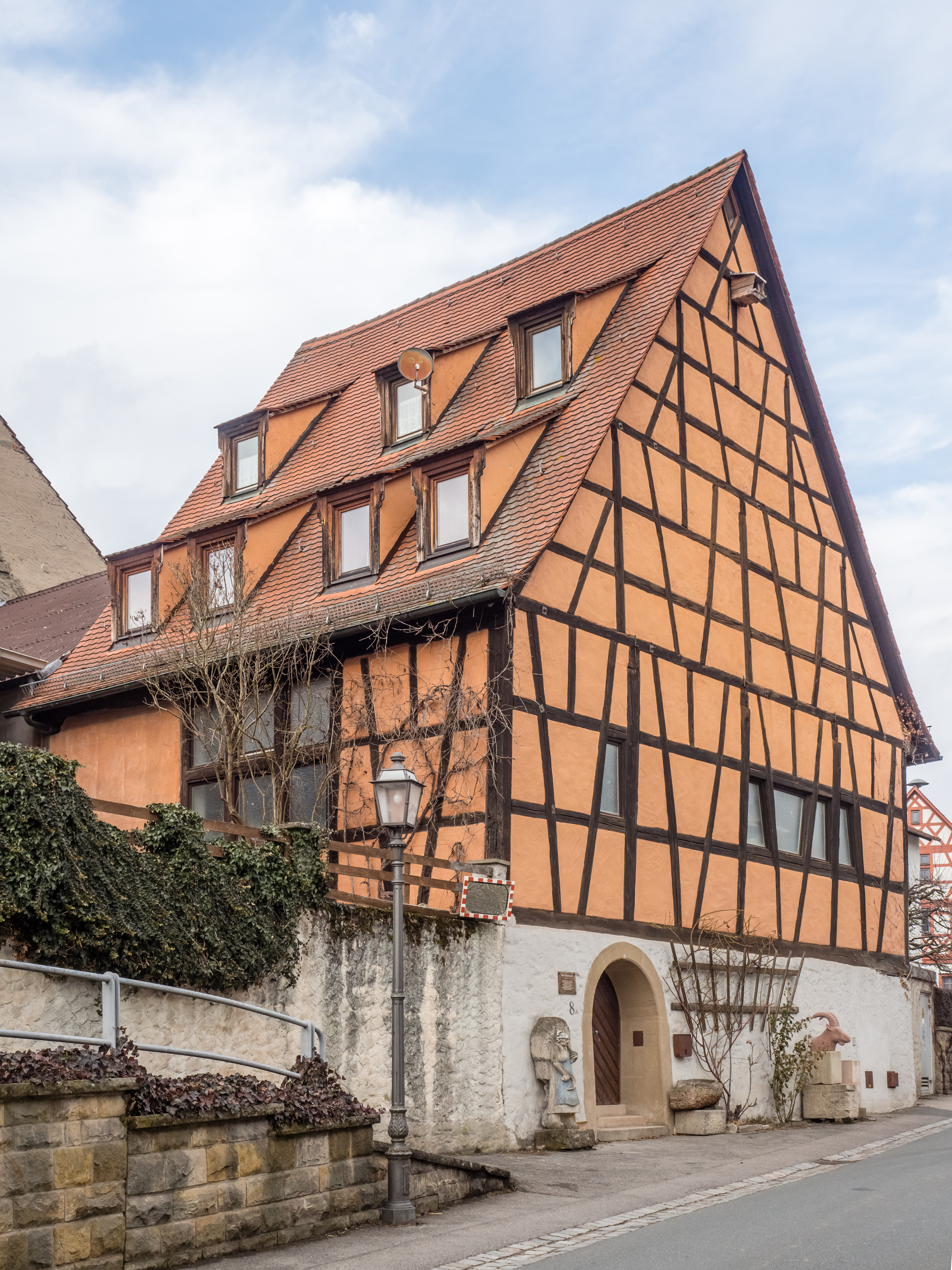
Zehntscheune in Viereth

1947 bis 1950 absolviert Reinhard Klesse eine Steinmetz- und Bildhauerlehre bei Hermann Keck.
1950 bis 1957 arbeitete er vornehmlich als Bildhauer, dabei war er von 1953 bis 1957 Schüler des Malers Heinz Bösemann.
Nach Übersiedlung nach Bonn 1957, lebte er ab 1959 mit seiner Frau und sechs seiner sieben Kinder in Viereth, da er dort für 8000 DM ein kleines Fachwerkhaus erwerben konnte. Ein Sohn wuchs in Essen auf.
Die Zehntscheune in Viereth renovierte er und nutzte sie als Werkstatt, Atelier und Wohnung für seine größer werdenden Kinder. Christoph und Nicole (Hülswitt) traten als Künstler seine Nachfolge an und nutzen das Haus auch als Galerie Zehntscheune.
Bis 1967 arbeitete Reinhard Klesse in verschiedenen Steinmetzwerkstätten in der Dombauhütte in Bamberg.
Seit 1968 wirkt er als freischaffender Bildhauer und Maler.
Reinhard Klesse schuf zahlreiche Brunnen in Viereth, Schönbrunn, Burgebrach, Rodach und andere. Er hatte zahlreiche Ausstellungen, viele seiner Werke sind im privaten und öffentlichen Besitz.
Eine Dauerausstellung mit einigen seiner figürlichen Arbeiten befindet sich an der Regnitz auf der Campinginsel in Bamberg.
Unter anderem bildete er den späteren Bildhauer Rainer Kurka aus.

## Werke (Auswahl)

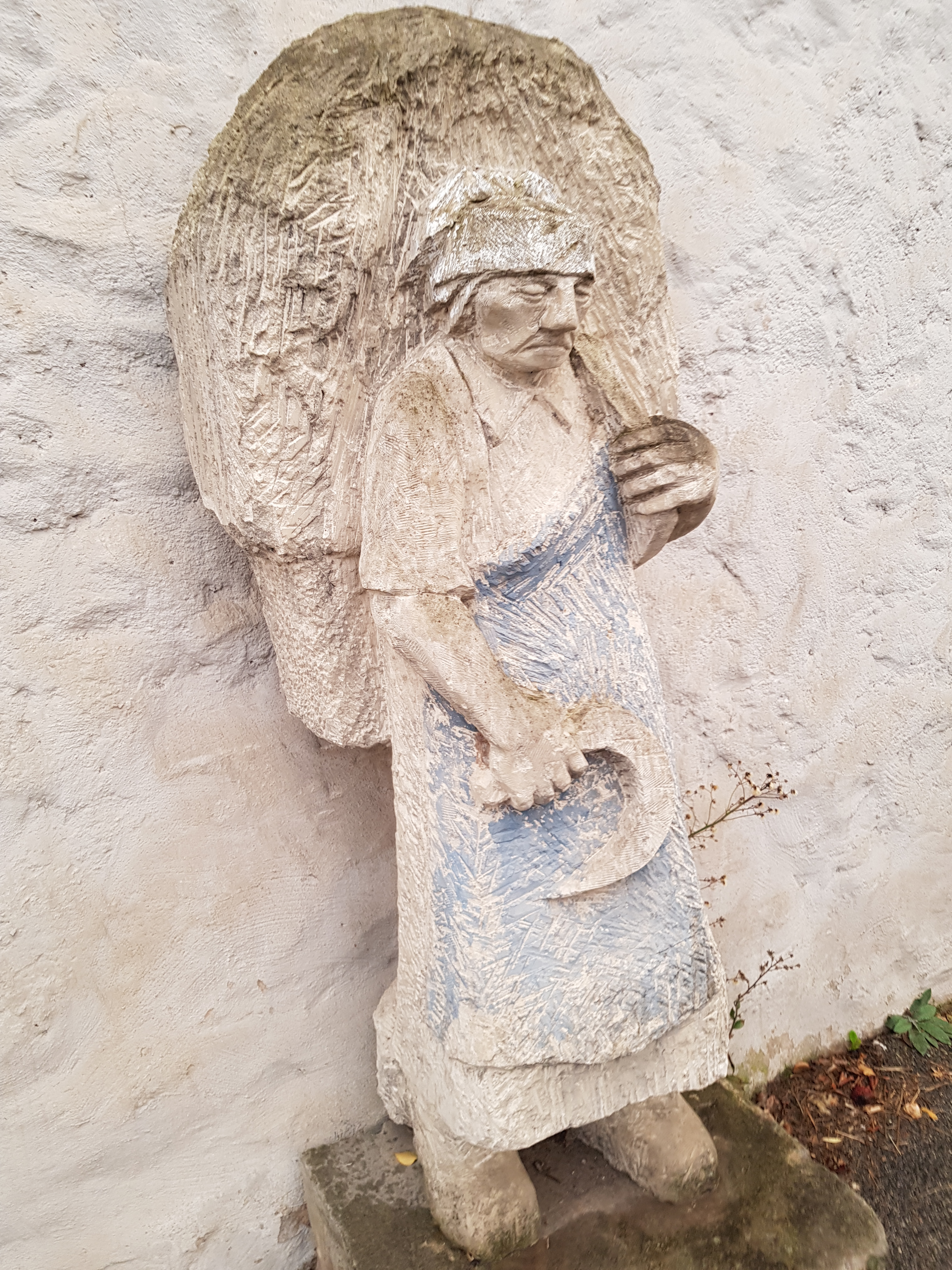
Skulptur an der Zehntscheune in Viereth
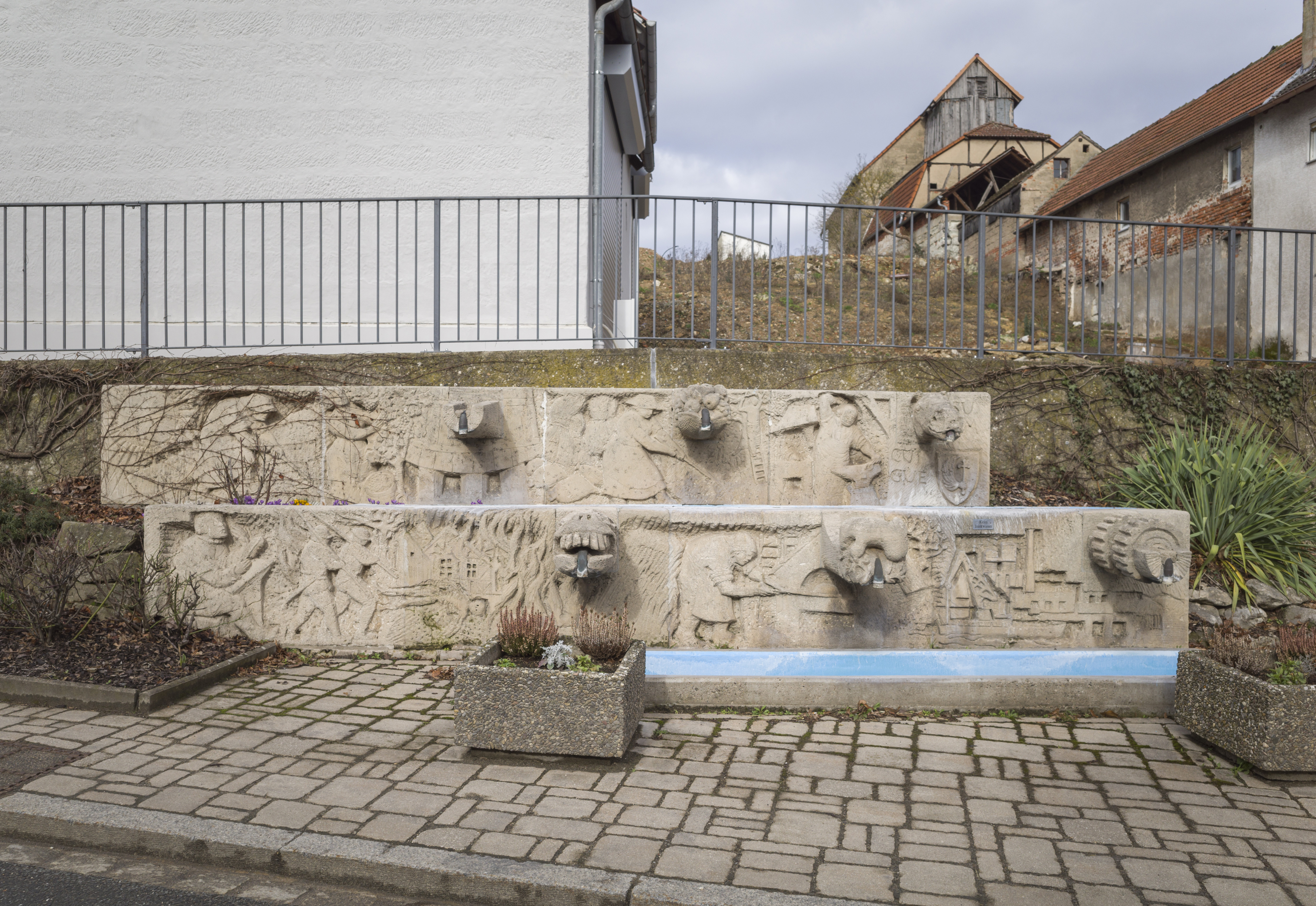
Brunnen in der Ortsmitte von Trosdorf
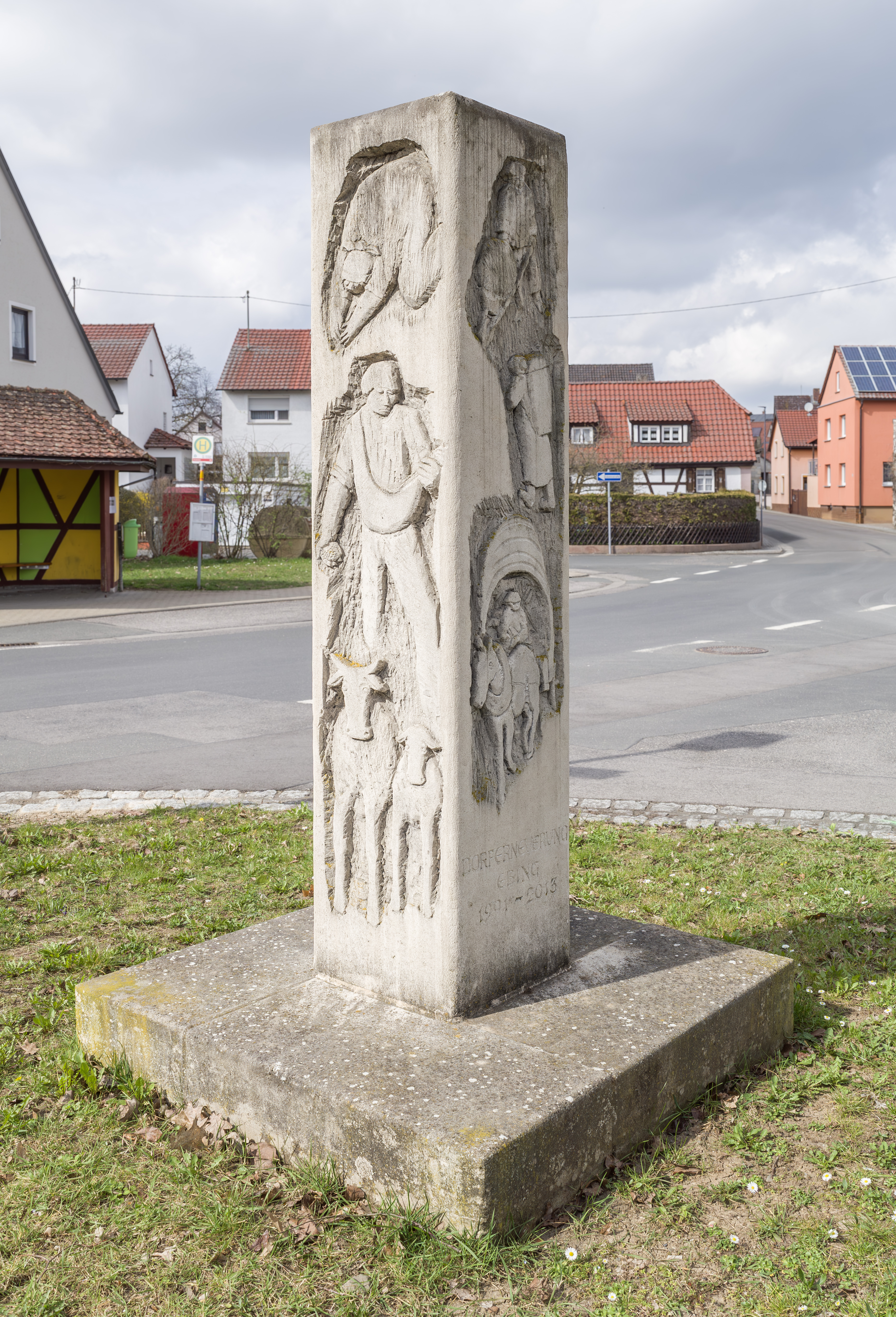
Dorferneurungsdenkmal in Ebing

## Auszeichnungen
- 1984: Bundesverdienstkreuz am Bande
- 1987: Kulturpreis der oberfränkischen Wirtschaft- und Handelskammer Bayreuth